# Старовишневецкое
Старовишневе́цкое (укр. Старовишневецьке) — село,
Старовишневецкий сельский совет,
Синельниковский район,
Днепропетровская область,
Украина.
Код КОАТУУ — 1224888201. Население по переписи 2001 года составляло 800 человек.
Является административным центром Старовишневецкого сельского совета, в который, кроме того, входят сёла
Водяное,
Катражка,
Новопавлоградское,
Парное и посёлок
Вишневецкое.

## Географическое положение
Село Старовишневецкое находится на левом берегу реки Нижняя Терса,
выше по течению на расстоянии в 2,5 км расположен посёлок пос. Вишневецкое,
ниже по течению примыкает село Марьевка,
на противоположном берегу — пгт Раздоры.
По селу протекает пересыхающий ручей с запрудой.
Рядом проходят автомобильная дорога Т-0401 и
железная дорога, станция Вишневецкое в 2,5 км. Есть железнодорожная остановка пригородных электричек пл. 251 км.

## История
- Создано в конце XVIII века как село Вишневецкое.
- В 1937 году переименовано в село Старовишневецкое.

## Объекты социальной сферы
- Школа.
- Фельдшерско-акушерский пункт.
- Дом культуры.

## Достопримечательности
- Братская могила советских воинов.